# 布鲁诺·佩利扎里
布鲁诺·佩利扎里（義大利語：Bruno Pellizzari，1907年11月5日—1991年12月22日），意大利男子自行车运动员。他曾代表意大利参加1932年夏季奥林匹克运动会自行车比赛，获得男子个人竞速赛铜牌。